# Edwardsina luteipleura
Edwardsina luteipleura är en tvåvingeart som beskrevs av Alexander 1953. Edwardsina luteipleura ingår i släktet Edwardsina och familjen Blephariceridae. Inga underarter finns listade i Catalogue of Life.